# سیارک ۸۹۶۹
سیارک ۸۹۶۹ (به انگلیسی: 8969 Alexandrinus، نامگذاری:1218T-2) هشت هزار و نهصد و شصت و نهمین سیارک کشف شده‌است که در ۲۹ سپتامبر ۱۹۷۳ کشف شد.
قدر مطلق سیارک برابر ۱۴٫۱۰ است.